# CSS H. L. Hunley
La CSS H. L. Hunley era un battello appartenente alla Marina degli Stati Confederati d'America, che lo impiegò nel corso della guerra di secessione.
Primo esempio di sommergibile a trovare impiego con successo nel corso di un conflitto, prese il nome dal suo progettista, Horace Lawson Hunley. Attualmente è conservato presso il Warren Lasch Conservation Center di Charleston all'interno di una vasca appositamente progettata e riempita con acqua dolce per favorirne la conservazione.

## Caratteristiche

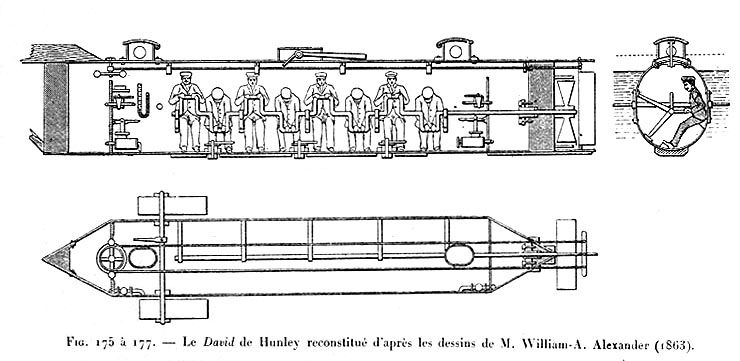
L'interno del sottomarino disegnato da William Alexander nel 1863

L'Hunley era lungo circa 10 metri, era propulso dalla forza muscolare di sette dei suoi otto uomini di equipaggio, che ne azionavano l'elica attraverso un lungo albero a gomiti, e montava sulla prora un palo lungo 12 metri con all'estremità una carica esplosiva di 41 kg di polvere da sparo. Molte delle caratteristiche erano mutuate dal suo predecessore, il Pioneer, progettato da Horace Lawson Hunley, James McClintock e Baxter Watson, costruito a New Orleans e rimorchiato nel Lago Pontchartrain per ulteriori prove; il battello venne poi autoaffondato per sottrarlo alla cattura a causa dell'avanzata nordista.

## Storia operativa
Il battello venne provato in condizioni operative prima in acque interne, da un equipaggio dell'esercito visto che la marina confederata non ci aveva voluto avere a che fare. Durante una di queste prove, la terza, il battello si immerse al comando dello stesso Hunley vicino alla nave appoggio CSS Indian Chief, ma dopo un tempo prolungato non riemerse. Iniziate le ricerche, il battello venne trovato sul fondo con tutto l'equipaggio morto per annegamento dopo che il battello si era riempito di acqua, probabilmente per un errore di manovra che aveva fatto traboccare le casse di zavorra che non erano di tipo chiuso, ma aperte in alto, per cui un errore di assetto del battello poteva portare al trabocco dell'acqua di zavorra.
Il 17 febbraio 1864, condotto dal tenente George E. Dixon e propulso dal resto dell'equipaggio, composto da volontari, fu diretto contro la sloop-of-war nordista USS Housatonic presso il porto di Charleston, nella Carolina del Sud. La nave affondò rapidamente in seguito all'esplosione della carica infissa sul suo scafo dal sottomarino attaccante, che affondò a sua volta prima del rientro in porto, forse a causa dell'onda di pressione dovuta all'esplosione o, più probabilmente, speronato inavvertitamente da una nave accorsa sul luogo.

## La ricerca
L'Hunley passò alla storia come il primo sottomarino ad affondare una nave nel corso di un'azione di guerra, fatto eccezionale per l'epoca, mai più verificatosi sino alla prima guerra mondiale. Il sottomarino fu lungamente cercato da generazioni di studiosi e cacciatori di relitti. Nel 1970 l'archeologo subacqueo E. Lee Spence, presidente della Sea Research Society localizzò il relitto dell'Hunley. Nel 1995 una squadra di archeologi subacquei della NUMA (National Underwater & Marine Agency, il cui fondatore e presidente è Clive Cussler, celebre scrittore di romanzi d'avventura) compì un campagna di ricerca determinando infine la posizione esatta del relitto e recuperando alcuni reperti. Dopo anni di polemiche circa l'opportunità o meno di recuperare l'Hunley (le spoglie dell'equipaggio giacevano ancora al suo interno) e su chi ne avesse la competenza, l'Hunley venne finalmente recuperato nel 2000 da un consorzio di enti statali e della marina sotto la supervisione di una nutrita squadra di esperti e archeologi subacquei; durante le operazioni di apertura e restauro del sottomarino, furono recuperate le spoglie dell'equipaggio, successivamente seppellite durante una solenne cerimonia.

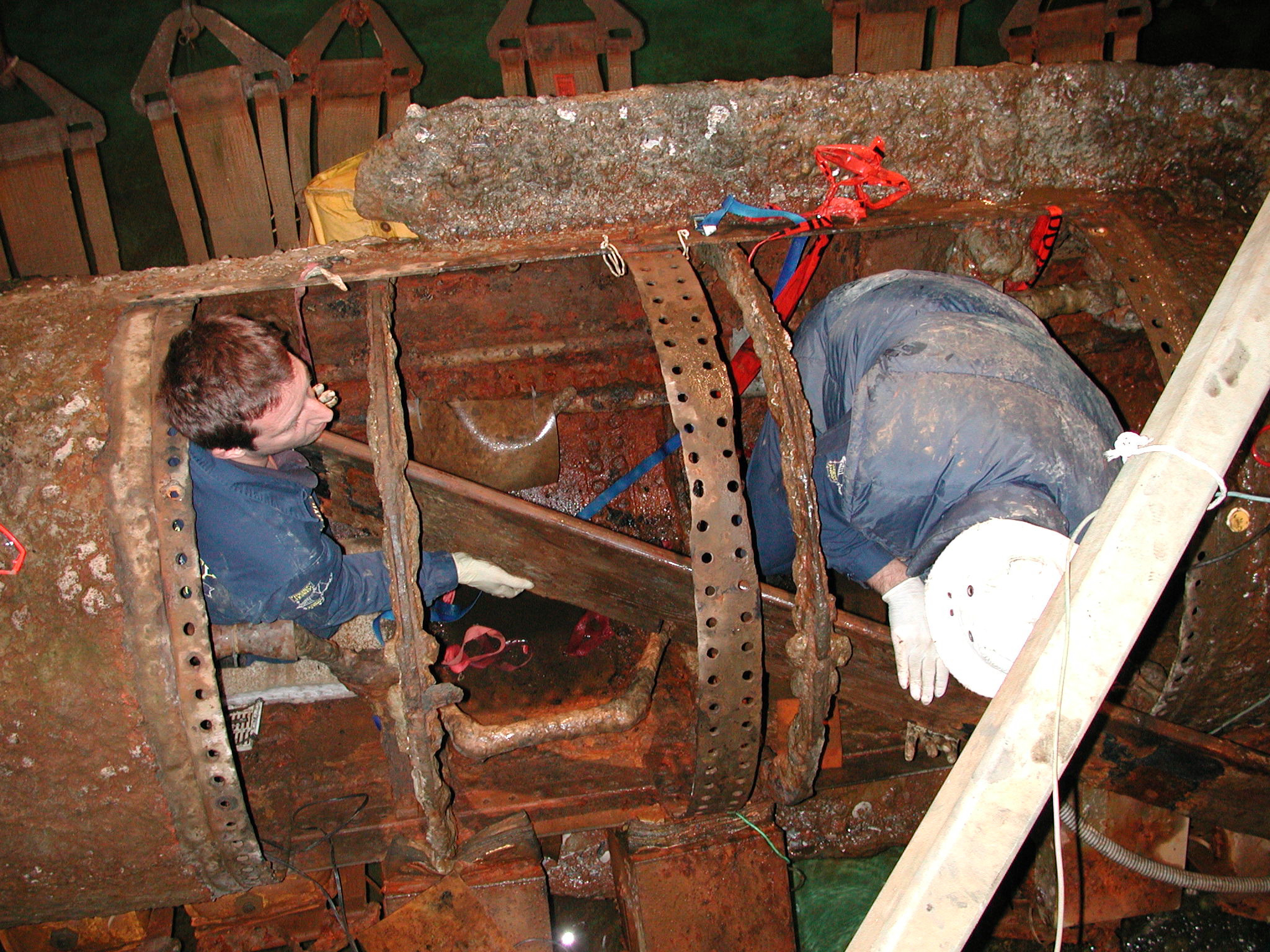
Al Warren Lash Conservation Lab di Charleston, due esperti conservatori ispezionano il relitto dopo aver rimosso alcune piastre del rivestimento, nel 2005

Cussler parla diffusamente della storia dell'Hunley e del ritrovamento del relitto nel suo libro Cacciatori del mare del 1996, oltre che sul sito ufficiale della NUMA. Lo stesso Cussler descrive il recupero del sottomarino nel libro Navi fantasma del 2002.